# Brushfire Records
Brushfire Records est un label discographique américain basé à Los Angeles en Californie.

## Histoire
Fondé en 2002 par Jack Johnson par la reprise de The Moonshine Conspiracy (en), le label a été créé, à l'origine, pour la production des bandes sonores de Woodshed Films, une entreprise de production de films de surf appartenant à Jack Johnson, Emmett Malloy et Chris Malloy. Les trois hommes ont décidé de poursuivre en produisant des artistes et des bandes-sons. Ils ont ainsi sorti les bandes-sons, entre autres, de Georges le petit curieux, Sing-A-Longs and Lullabies for the film Curious Georg, In Between Dreams, Sleep Through the Static, To the Sea (en), From Here to Now to You (en) et All the Light Above It Too (en).

## Productions

### Artistes
- Animal Liberation Orchestra (en) (depuis 2006)
- G. Love and Special Sauce (depuis 2006) dont Garrett Dutton en solo
- Jack Johnson (depuis 2002)
- Matt Costa (depuis 2006)
- Neil Halstead (en) (depuis 2008)
- Zach Gill (en) (depuis 2006)
- Donavon Frankenreiter (2002-2006)
- Rogue Wave (2007-2013)

### Films et bandes-sons
- Thicker than Water (2000)
- The September Sessions (en) (2002)
- Sprout (2005)
- A Brokedown Melody (en) (2006)
- Georges le petit curieux (2006)
- Sing-A-Longs and Lullabies for the film Curious Georg (2006)
- This Warm December (en) (2008)
- The Present (2009)
- 180 South (2010)
- This Warm December: A Brushfire Holiday, vol. 2 (2011)
- Smog of the Sea (2017)